# Et hverdagseventyr
Et hverdagseventyr er en dansk dokumentarfilm fra 1956, der er instrueret af Sven Methling efter manuskript af Tørk Haxthausen og Sten Jørgensen.

## Handling
Om bosætningslån.